# PADME

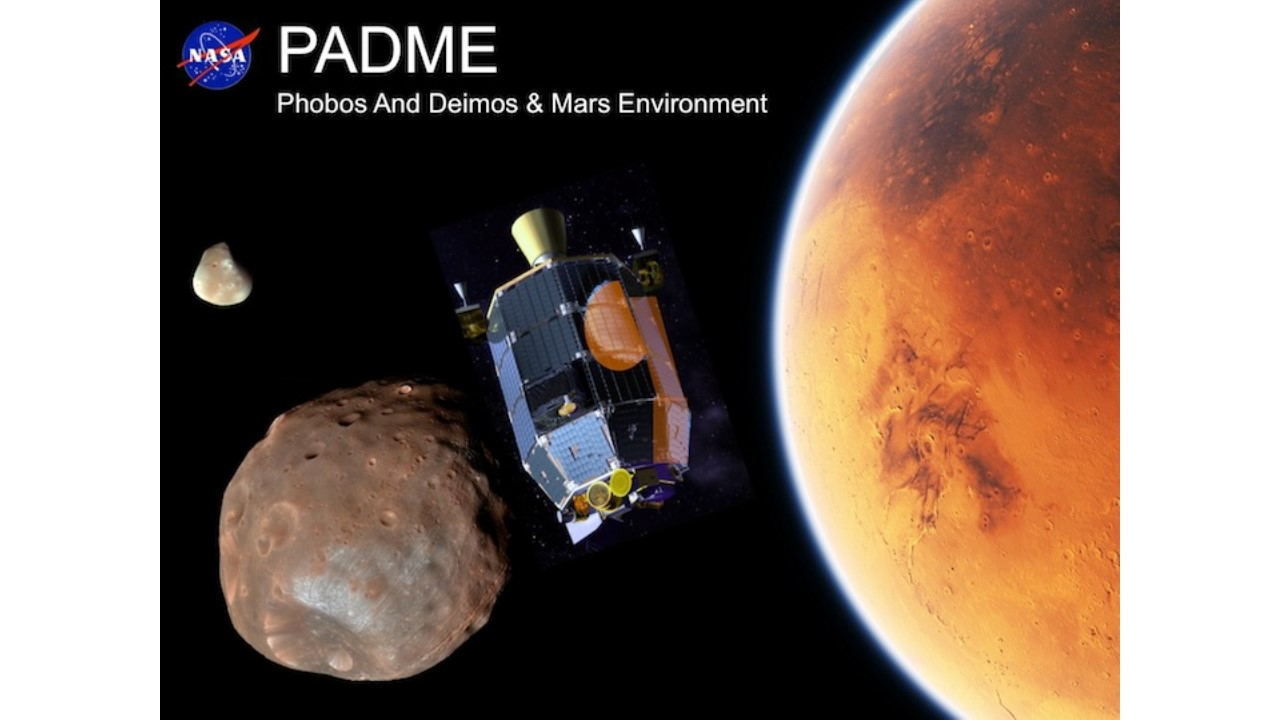
Місія PADME буде базуватись на успішній конструкції апарата LADEE

Phobos And Deimos & Mars Environment (PADME) — запропонована місія NASA до супутників Марса. Орбітальний апарат дослідить Фобос і Деймос і їх оточення. Місія PADME була обрана для космічної програми «Discovery» Керівник місії — Ентоні Колапрет. Якщо місія буде обрана, вона буде запущена у 2020 році і досягне орбіти Марса у 2021 році і здійснить обльоти його місяців.

## Цілі
Походження супутників Марса, які були відкриті астрономом Асафом Голлом, досі невідомо. Місія PADME має поліпшити знання щодо походження супутників, це буде забезпечено у разі вивчення:
- Складу матеріалів на поверхні і біля поверхні супутників.
- Внутрішньої структури.
- Динаміки руху поверхневих матеріалів на і між Деймосом і Фобосом.

Крім того, місія PADME може знайти потенційні ресурси (воду, органіку, реголіт) і потенційну небезпеку (пил), яку можуть становити супутники для майбутнього дослідження Марса людиною.

## Місія
Перебуваючі на орбіті PADME здійснить 16 обльотів Фобоса і 9 обльотів Деймоса. Обльоти здійснюватимуться з інтервалом у 1-2 тижня. Висота найближчих обльотів — приблизно 2 км Після виконання своєї основної місії, PADME може знаходитись на високій орбіті Марса довгий час, спостерігаючи за марсіанською системою і відшукуючи потенційно можливі місяці довкола Марса. В альтернативному варіанті, PADME може залишити систему Марса і почати досліджувати навколоземні об'єкти.

## Космічний апарат

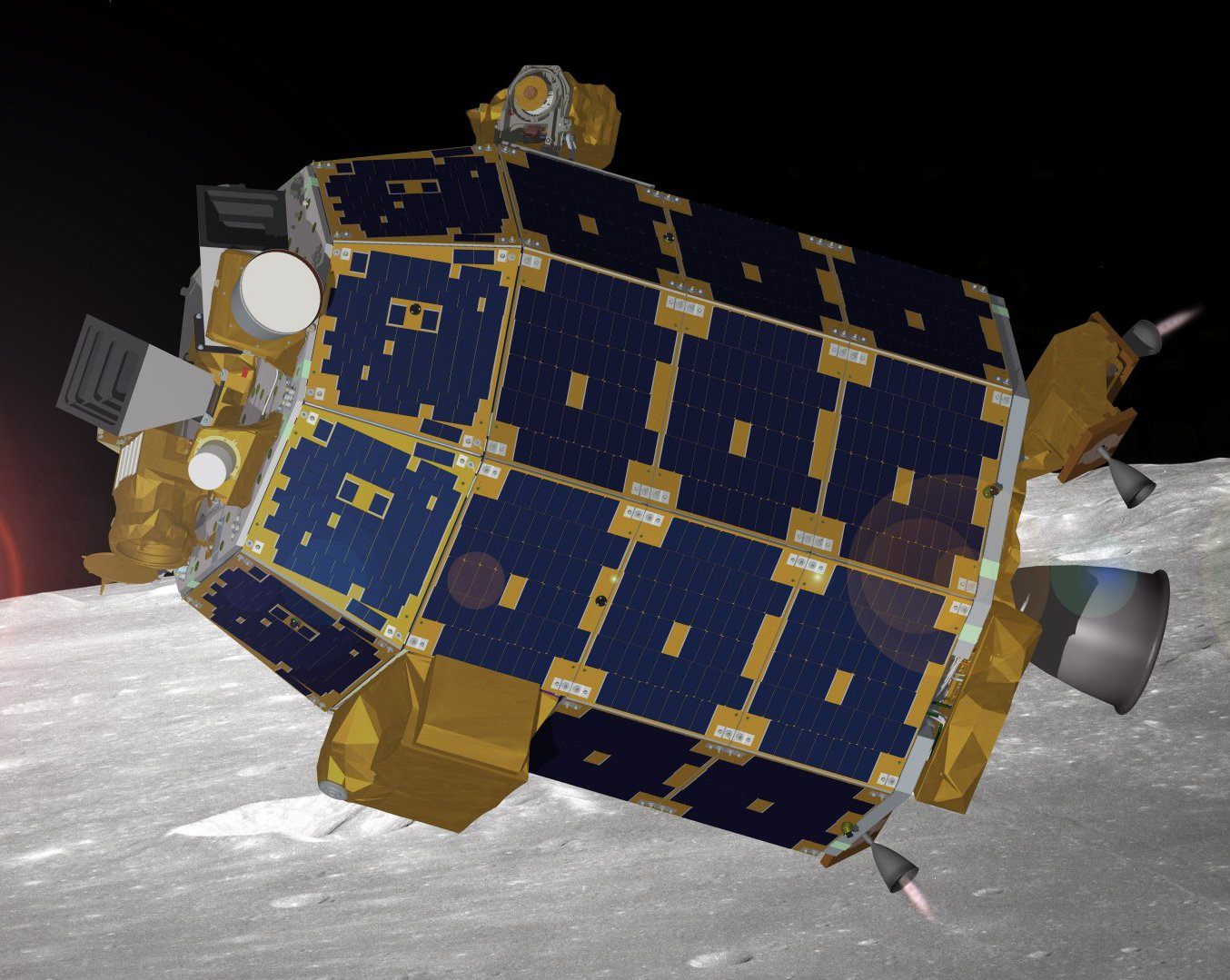
Деякі модулі були успішно випробувані у 2013 році під час запуску місії LADEE до Місяця.

NASA та Дослідницький центр Еймса спроектує, збудує і протестує космічний апарат PADME, і буде здійснювати його керування. Пропонується використати покращений Modular Common Spacecraft Bus (MCSB), який до цього використовувався у місії LADEE. Головні партнери — Інститут SETI , Лабораторія реактивного руху, Центр космічних польотів імені Ґоддарда NASA, Лабораторія атмосферної і космічної фізики, університет Колорадо.

## Наукові інструменти
Місія PADME матиме чотири наукові інструменти плюс радіо експеримент, який має використовувати систему радіозв'язку космічного апарата.
- Нейтронний спектрометр буде розраховувати епітеплові і теплові нейтрони на Фобосі і Деймосі під час близьких прольотів. Сукупні вимірювання на кожному місяці забезпечать кількісні вимірювання складу водню у верхньому реголіті Фобоса і Деймоса. Інструмент буде наданий Дослідницьким центром Еймса.
- Нейтральний масс-спектрометр — Покращений. Вивчатиме зміни і переміщення сонячного вітру у розрідженій екзосфері Фобоса і Деймоса під час близьких прольотів, для визначення поверхневого складу місяців. Цей пристрій — модернізована версія нейтрального мас-спектрометра апарата LADEE і іонного мас-спектрометра MAVEN з підвищеною чуттєвістю сенсорів. Виготовлятиметься Центром космічних польотів імені Ґоддарда.
- Експеримент Radio Science виміряє магнітне поле Фобоса і Деймоса шляхом відстеження ефекту Доплера, вимірюючи зрушення в сигналах системи радіозв'язку космічного корабля під час близьких прольотів місяців. Інструмент буде досліджувати внутрішню структуру Фобоса і Деймоса. Виготовлятиметься Лабораторією реактивного руху.
- Оптична система обробки зображень — трикамерна система, яка матиме робити глобальні, регіональні і локальні карти супутників Марса у кольоровому форматі. Система також виміряє амплітуду лібрації Фобоса, для кращого розуміння його внутрішньої структури. Дозволить робити знімки з роздільною здатністю ~8 см/пкс у кольоровому форматі і 2.6 см/пкс у монохромному. Виготовлятиметься Лабораторією реактивного руху.
- Марсіанський експеримент з пилом — детектор пилу ударної іонізації, яка буде перехоплювати і аналізувати частинки пилу навколо Марса, які стикаються, зокрема, в безпосередній близькості від Фобоса і Деймоса. Ідентичний інструменту, встановленому на апараті місії LADEE. Буде забезпечений Лабораторією атмосферної і космічної фізики, університет Колорадо.

Апарат може мати також лазерну оптичну систему
- Ретрорефлектор Фобоса і Деймоса — компактний пасивний лазерний пристрій для використання пролітної цілі для лазерної системи зв'язку на Марсі (можливо, на борту ровера Mars 2020) для демонстрації технології лазерного зв'язку через марсіанську атмосферу. Буде наданий Італійським космічним агентством, Національний інститут ядерної фізики.

## Запуск
Місія PADME може бути запущена за допомогою ракети-носія Falcon 9. Космічний апарат може бути встановлений на всі варіанти ракет-носіїв Атлас-5, Дельта-4, Falcon 9. Якщо місія буде обрана, то вона буде запущена у серпні 2020 року і досягне Марса через 7 місяців — у березні 2021.

## Участь інших країн
У розробці місії PADME братимуть участь науковці з Бельгії, Франції, Італії і Японії.